# Eugene Myers
Eugene Wimberly Myers, Jr., född 31 december 1953 i Boise, är en amerikansk datavetare och bioinformatiker, mest känd för sitt utvecklande av NCBI:s BLAST-verktyg för sekvensanalys. Hans artikel om BLAST författad (tillsammans med Stephen Altschul med flera) år 1990 har blivit citerad över 35 000 gånger. Artikeln var den klart mest citerade under hela 90-talet. Myers är för närvarande gruppledare vid forskningscampuset Janelia Farm (JFRC) vid Howard Hughes Medical Institute. Innan han började arbeta vid Janelia Farm var han medlem i fakulteten vid University of Arizona, vice ordförande för informatik-forskning vid Celera Genomics (där han utvecklade bioinformatik-tekniker för att sekvensera människo-, mus- och Drosophila-genom) samt medlem i fakulteten vid UC Berkeley. Hans nuvarande forskning vid JFRC inbegriper datorbaserade omkonstruktioner av neuroanatomisk data, såväl som utvecklandet av algoritmer för att analysera neurovetenskaplig data.
Gene Myers har en kandidatexamen i matematik från California Institute of Technology och en fil.dr. i datavetenskap från University of Colorado Boulder.

## Priser
- International Max Planck Research Prize
- Association for Computing Machinery's Paris Kanellakis Award
- Medlem i United States National Academy of Engineering.